# لاوینیا گولیلمان
لاوینیا گولیلمان (ایتالیایی: Lavinia Guglielman؛ ۱۴ اوت ۱۹۸۵) بازیگر سینما و تلویزیون اهل ایتالیا است.
از فیلم‌ها یا سریال‌های تلویزیونی که وی در آن‌ها نقش داشته‌است، می‌توان به جایی در آفتاب، پدر ماتئو و حوزه استحفاظی اشاره نمود.